# Paul Franklin
Paul Franklin (ur. 1953 w Detroit) – amerykański muzyk sesyjny, gra na gitarze, gitarze Dobro, skrzypcach i innych rodzajach gitar. Mistrz elektrycznej gitary stalowej. Franklin nagrywał z takimi zespołami i artystami jak George Strait, Billy Joel, Dolly Parton, Harry Connick Jr., Sting, Dire Straits i Mark Knopfler.
Za grę na gitarze hawajskiej otrzymał wiele nagród, między innymi od Academy of Country Music nagrodę dla „Steel Guitar Player of the Year” przez pięć lat z rzędu (1994–98).

## Dyskografia
- Welcome to Riddle Bridge (1975) Brewer & Shipley
- Something Special (1985) George Strait
- Merry Christmas Strait to You (1986) George Strait
- Pontiac (1987) Lyle Lovett
- Patty Loveless (1987) Patty Loveless
- Ocean Front Property (1987) George Strait
- #7 (1987) George Strait
- If My Heart Had Windows (1988) Patty Loveless
- Honky Tonk Angel (1988) Patty Loveless
- If You Ain’t Lovin’, You Ain’t Livin’ (1988) George Strait
- White Limozeen (1989) Dolly Parton
- Beyond the Blue Neon (1989) George Strait
- On Down the Line (1990) Patty Loveless
- Country Club (1990) Travis Tritt
- On Every Street (1991) Dire Straits
- Pure Hank (1991) Hank Williams Jr.
- Up Against My Heart (1991) Patty Loveless
- Come on Come on (1992) Mary Chapin Carpenter
- Ten Summoner’s Tales (1993) Sting
- Duets (1993) Elton John
- On The Night (1995) Dire Straits
- Golden Heart (1996) Mark Knopfler
- Trouble with the Truth (1996) Patty Loveless
- Long Stretch of Lonesome (1997) Patty Loveless
- Greatest Hits, Vol. 3 (1997) Billy Joel
- The Ragpicker's Dream (2002) Mark Knopfler
- Harry for the Holidays (2003) Harry Connick Jr.
- Shangri-La (2005) Mark Knopfler
- All the Roadrunning (2006) Mark Knopfler i Emmylou Harris